# Léninski (Tijoretsk, Krasnodar)
Léninski (del ruso: Ленинский) es un jútor del raión de Tijoretsk del krai de Krasnodar, en Rusia. Está situado en la orilla derecha del río Chelbas, frente a Nejvoroshchanski, 37 km al sudeste de Tijoretsk y 126 km al nordeste de Krasnodar, la capital del krai. Tenía 156 habitantes en 2010
Pertenece al municipio Jopiórskoye.